# Балльрехтен-Доттінген
Балльрехтен-Доттінген (нім. Ballrechten-Dottingen) — громада в Німеччині, знаходиться в землі Баден-Вюртемберг. Підпорядковується адміністративному округу Фрайбург. Входить до складу району Брайсгау-Верхній Шварцвальд.
Площа — 6,62 км2. Населення становить 2434 ос. (станом на 31 грудня 2020).